# Hank Mobley
Hank Mobley   (Eastman, 7 de juliol de 1930 - Filadèlfia, 30 de maig de 1986) fou un compositor i saxofonista (tenor) estatunidenc.
Influït per l'ambient musical familiar, començà estudiar el saxo i el baríton de forma autodidacta. Després de tocar en l'orquestra rhythm and blues del pianista Paul Gayten, es traslladà a Nova York on ingressà en la formació de Max Roach (1948/50). Durant la dècada dels cinquanta actuà en distints grups al costat de músics com Duke Ellington, Clifford Brown, Tadd Dameron, Horace Silver, Art Blakey i Thelonius Monk, enregistrant, així mateix, per la companyia "Blue Note".
Degut al consum de drogues, Mobley abandonà diverses vegades els escenaris al llarg de la seva carrera professional. A finals dels 1960 i després de treballar junt amb Lee Morgan, Kenny Dorham, Donald Byrd i Miles Davis, es traslladà a Europa, on emocionà al públic amb el seu estil tant característic, que combinava el ritme be-bop amb el blues. De retorn als Estats Units el 1970, paral·lelament a les actuacions, va compondre per a la big band de l'Associació per al Progrés de Músics Creatius (AACM), dirigida pel pianista Muhal Richard Abrams. Finalment abandonà els escenaris després de sofrir dues intervencions quirúrgiques de pulmó.
Entre la seva discografia cal destacar: Creepin'in (amb H. Silver, 1954), So what (amb M. Davis 1961), No argument (1967) i Sonny's back (amb Archie Shepp, 1969).